# 1334
سنة 1334 كانت سنة بسيطة تبدأ يوم السبت (الرابط يظهر نموذج التقويم الكامل للسنة) من التقويم اليولياني.

## مواليد
- الأشرف علاء الدين كجك
- الشهيد الأول عالم دين شيعي لبناني
- بيدرو ملك قشتالة
- هايام وروك الحاكم الأعظم لإمبراطورية ماجاباهيت.

## وفيات
- ابن سيد الناس.
- تاج الدين الفاكهاني.
- صفي الدين الأردبيلي.
- مسعود بن محمد السجزي.
- يوحنا الثاني والعشرون.